# Брусничный (Кировская область)
Брусни́чный — посёлок в Верхнекамском районе Кировской области России. Входил в состав Лесного городского поселения.

## География
Посёлок находится на северо-востоке Кировской области, в северо-западной части Верхнекамского района, к северу от реки Большой Созим, на расстоянии 60 км к северу от города Кирс, административного центра района. Абсолютная высота — 189 м над уровнем моря.

## Население
| 2010 |
| ---- |
| 284  |

### Половой состав
По данным Всероссийской переписи, в 2010 году численность населения посёлка составляла 284 человек (253 мужчины и 31 женщина).

## Улицы
| - ул. Заводская, - ул. Лесная, | - ул. Тупиковая, - ул. Центральная. |

## Инфраструктура
В посёлке была расположена колония-поселение, являющаяся структурным подразделением ФКУ ОИК-5 УФСИН России по Кировской области.